# Junus Mehmedagić
Junus Mehmedagić, hrvatski visoki dužnosnik iz BiH. Obnašao je dužnost potpredsjednik Hrvatske državne banke. Bio je istaknuti član Društva bosansko-hercegovačkih Hrvata u Zagrebu.